# Scott Buschman
Scott Andrew Buschman (nacido el 12 de febrero de 1962) es un vicealmirante de la Guardia Costera de los Estados Unidos.

## Educación y servicio militar
El vicealmirante Buschman tiene una Licenciatura en Ciencias en Ingeniería Civil de la Academia de la Guardia Costera de Estados Unidos; una Maestría en Administración Pública de la Universidad George Washington; y una Maestría en Administración de Empresas del Instituto de Tecnología de Massachusetts.
Se desempeñó como Comandante Adjunto de Operaciones. Anteriormente se desempeñó como comandante del Área Atlántica y director de la Fuerza de Tarea Conjunta del Departamento de Seguridad Nacional de los Estados Unidos.
Durante su trayectoria como militar ha recibido la Legión al Mérito, la Medalla por Servicio Meritorio, entre otros reconocimientos.